# ピンゲラップ語
ピンゲラップ語（ピンゲラップご）はオーストロネシア語族ミクロネシア諸語に属する言語である。ピンガラップ語とも呼ばれる。ミクロネシア連邦ポンペイ州に属するカロリン諸島のピンゲラップ環礁で話されている。